# Antonio Negri
Antonio Negri, también conocido como Toni Negri (Padua, 1 de agosto de 1933-París, 16 de diciembre de 2023) fue un filósofo y pensador operaísta postmarxista italiano, conocido por su papel fundacional en este movimiento, su obra Imperio (2000), escrita junto a Michael Hardt, y sus trabajos alrededor de la figura de Spinoza.
Negri fundó el grupo político Potere Operaio en 1969, siendo a la vez uno de los principales miembros del movimiento autónomo Autonomia Operaia. Fue acusado a finales de los años 1970 de diversos cargos, entre ellos, de ser miembro del grupo Brigadas Rojas (Brigate Rosse o BR)  y haber participado en el asesinato del primer ministro de Italia Aldo Moro en 1978, un cargo del que fue absuelto. Finalmente fue condenado por su participación en dos atentados.
Negri huyó a Francia, donde, protegido por la doctrina Mitterrand, se convirtió en profesor en la Universidad de Vincennes y en el Collège International de Philosophie, junto con Jacques Derrida, Michel Foucault y Gilles Deleuze. En 1997, después de alcanzar un acuerdo con el fiscal, que redujo su tiempo en prisión de 30 a 13 años, regresó a Italia para finalizar su condena.Posteriormente residió entre Venecia y París con su compañera, la filósofa francesa Judith Revel.
La obra Imperio (2000), publicada junto a Michael Hardt, tuvo un impacto significativo en el movimiento antiglobalización y los debates de izquierda de comienzos de los años 2000. Fue continuada en Multitud (2004), que también influyó en movimientos como Occupy Wall Street o el 15-M, y finalmente en Commonwealth (2009).

## Biografía
Durante gran parte de su vida fue profesor titular en la Universidad de Padua, donde era catedrático de teoría del Estado.
Empezó su trayectoria de militante en la década de 1950 con la organización activista juvenil católica Gioventú Italiana di Azione Cattolica (GIAC). Se unió al Partido Socialista Italiano (PSI) en 1956, del que fue miembro hasta 1963, involucrándose cada vez más con los movimientos marxistas heterodoxos de principios de la década de 1960.
A los veinte años pasó una temporada en un kibutz de Israel. Su contacto con esta forma de vida colectiva influyó fuertemente en su trayectoria ideológica futura, pues según comentó en una entrevista: allí me hice comunista.
A principios de la década de 1960, Negri se unió al grupo editorial de Quaderni Rossi, un periódico que representó el renacimiento intelectual del marxismo en Italia fuera del marco del PCI, impulsado fundamentalmente por Raniero Panzieri, Mario Tronti, Rita di Leo y Romano Alquati, entre otros. Este grupo de marxistas heterodoxos previó con antelación el ciclo de luchas del obrero masa (esto es, la figura obrera masificada, descualificada e intercambiable, mero elemento funcional de la gran fábrica mecanizada), que tuvo su ápice en el denominado otoño caliente [autunno caldo] de 1969, explosión insurreccional que tuvo su epicentro en el complejo Fiat Mirafiori de Turín, así como en el Complejo Petroquímico de Porto Marghera, en la laguna de Venecia.

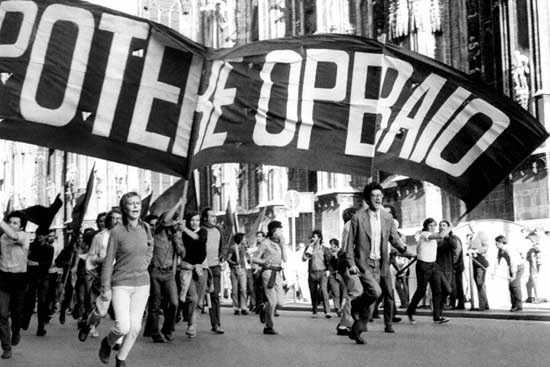
Manifestación de Potere Operaio en Milán

En 1969 Negri se encuentra entre los fundadores del grupo Potere Operaio (Poder Obrero), expresión política del operaísmo (obrerismo) más radical. Potere Operaio celebró su último congreso en 1973, tras el cual muchos de sus miembros se volcaron en el nuevo proyecto organizativo de la Autonomía Operaia. Antonio Negri fue uno de los impulsores de esa experiencia militante, que tuvo como epicentro la nueva realidad proletaria de las metrópolis italianas de la crisis y la reestructuración de las fábricas y del gasto público. En particular, Negri contribuyó a la creación del periódico Rosso, con redacción en Milán, que se convirtió en un referente publicístico de las luchas y los debates de la nueva composición de clase para la cual Negri y sus compañeros acuñaron el término de obrero social [operaio sociale].
Ha escrito al lado de otros famosos autónomos asociados con el movimiento obrero, estudiantil y feminista en Italia durante los sesenta y setenta, incluyendo a Raniero Panzieri, Mario Tronti, Sergio Bologna, Romano Alquati, Mariarosa Dalla Costa y Franco Berardi (Bifo). Si bien es conocido mayormente a partir de su obra Imperio (2000), coescrita con Michael Hardt, Negri es autor de varios libros, en los cuales plantea interpretaciones originales respecto a la obra de Karl Marx o de Baruch de Spinoza.

### Arresto y exilio
El 7 de abril de 1979, con 46 años, Antonio Negri fue arrestado y acusado de ser el autor intelectual del asesinato del primer ministro italiano Aldo Moro a manos de las Brigadas Rojas (BR) en 1978, así como de conspirar para derrocar al gobierno. En esa época Negri era profesor de Ciencias Políticas en la Universidad de Padua, profesor invitado de la École Normale Supérieure y se proclamaba marxista revolucionario en favor de la insurrección armada. Negri ha negado siempre tener relación personal o ideológica con las Brigadas Rojas, lo que ha sido corroborado por los propios militantes de las BR. 
La mayoría de los cargos contra Negri (incluyendo 17 asesinatos) fueron descartados en menos de nueve meses por falta de pruebas. No pudo relacionársele con las Brigadas Rojas, por lo que se le acusó de "crímenes de asociación" e insurrección contra el Estado (cargo revocado posteriormente) y condenado a 30 años de cárcel por considerársele "moralmente responsable" de los actos de violencia contra el Estado italiano durante los años 60 y 70, en razón de sus escritos y su relación con grupos y causas revolucionarias. Amnistía Internacional llamó la atención sobre las "serias irregularidades legales" en el proceso judicial de Negri. Michel Foucault comentó en su escrito El filósofo enmascarado: "¿Acaso no está en la cárcel simplemente por ser un intelectual?"
Pasó cuatro años en prisión (narra parte de esta experiencia en El tren de Finlandia), hasta que el Partito Radicale de Marco Pannella, que había trabajado para conseguir su libertad, lo incluyó en una de sus listas electorales a la legislatura de 1983 y salió elegido como diputado. Gracias a la inmunidad parlamentaria Negri pudo salir de la cárcel, pero el parlamento revocó la inmunidad unos meses más tarde. Negri se exilió entonces a Francia, donde permaneció 14 años, escribiendo y enseñando, protegido frente a la extradición por el gobierno de François Mitterrand.
En Francia, Negri enseñó en la Université de París VIII (Saint-Denis) y en el Collège International de Philosophie. Aunque su condición de residente en Francia le impedía involucrarse en actividades políticas, escribió prolíficamente y participó en una amplia coalición de intelectuales izquierdistas. En 1990, Negri, Jean-Marie Vincent y Denis Berger fundaron la publicación Futur Antérieur. El periódico dejó de publicarse en 1998, pero reapareció bajo el título de Multitudes en el año 2000, con Negri como miembro del consejo editorial internacional.
En 1997 Negri regresó a Italia voluntariamente para cumplir el resto de su sentencia (que había sido reducida a 17 años gracias a sucesivas apelaciones), con la esperanza de poner a debate público la situación de cientos de exiliados y prisioneros involucrados en las actividades políticas de la izquierda radical durante las décadas 1960 y 1970, los llamados "anni di piombo" (años de plomo). Negri fue inmediatamente llevado a la prisión de Rebibbia y más tarde puesto bajo arresto domiciliario. Hasta finales de 2004 Negri disfrutó de un régimen de libertad bajo ciertas condiciones.
En 2019 publicó la autobiografía Historia de un comunista. Falleció en París el 16 de diciembre de 2023 a los 90 años.

## Obra
La prolífica obra de Negri intenta revisar en términos críticos algunas de las principales corrientes intelectuales de la segunda mitad del siglo XX, poniéndolas al servicio de un nuevo análisis marxista del capitalismo. Recogiendo la lección de Michel Foucault y sus análisis sobre el biopoder, así como las aportaciones del esquizoanálisis de Gilles Deleuze y Félix Guattari, durante la década de 1980, años de exilio y relativa clandestinidad en París, Negri reformulará sus planes de investigación y de pensamiento elaborando las bases de la definición de una nueva figura del trabajo vivo de Marx, adecuada en un sentido ontológico a las nuevas dimensiones completamente sociales de la producción, la cooperación y el poder de mando. Esta figura, prospectiva y estratégica, además de conceptual, es la multitud.
Las tesis centrales de su obra Imperio, según la cual el Estado-nación ha perdido su papel central como formación política primaria para dejar lugar, en un sentido tendencial y no exento de catástrofes, a un mecanismo global de poder difuso y descentralizado, denominado precisamente Imperio. En la obra, los actores ocultos que han impulsado esas transformaciones del poder y la soberanía han sido las luchas de la clase obrera y de los sujetos postcoloniales, es decir, las dimensiones transestatales de la producción y el conflicto en las dimensiones del mercado mundial han conducido a un "interregno", esto es, a un ámbito en red del poder mundial, el Imperio, justamente, en el que distintos actores (monárquicos, como es el caso de los EE. UU.; aristocráticos, como algunos Estados-nación y las grandes corporaciones multinacionales, y democráticos, como es el caso de las ONG, los medios de comunicación de masas) dan forma tendencia a una constitución imperial, basada en un poder en red. Sus tesis han suscitado ingentes polémicas, particularmente a partir del rol agresivo y unilateralista adoptado por los Estados Unidos a partir del 11-S. 

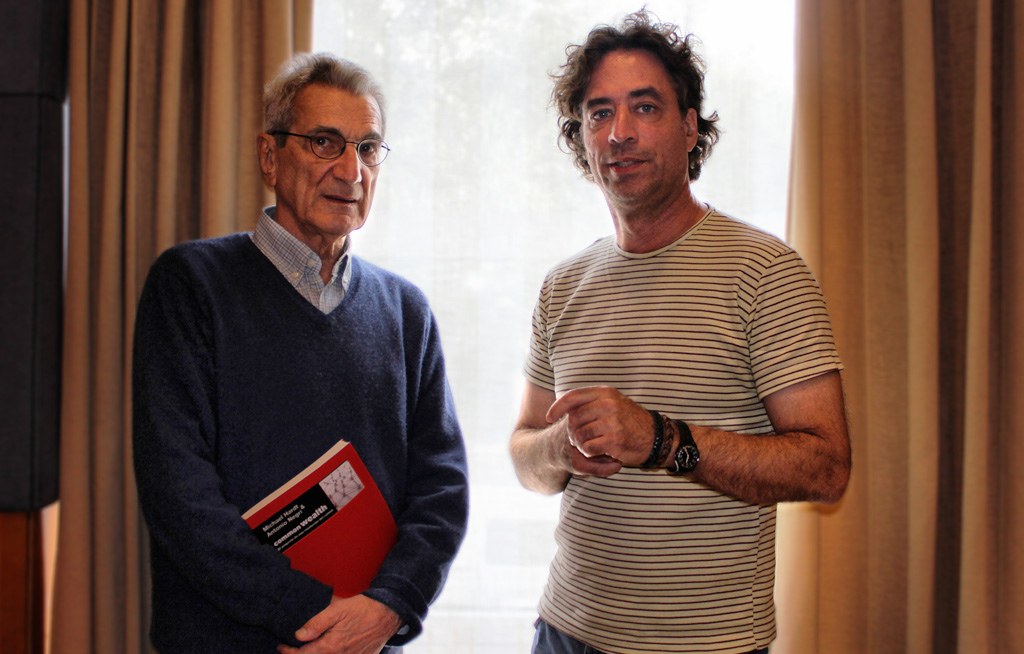
Antonio Negri y Michael Hardt en 2011.

Entre sus obras anteriores, dos de las más importantes son seguramente La anomalía salvaje (1982), donde plantea una interpretación original sobre la figura de Baruch de Spinoza, y Marx más allá de Marx (1996), una serie de lecciones sobre los Grundrisse, el cuerpo de manuscritos que Karl Marx escribió como preparación para El Capital.
En 2005 manifestó una impopular posición dentro de la izquierda radical europea defendiendo el SÍ en el referéndum de la Constitución Europea en diversos artículos y entrevistas, participando asimismo, junto a Daniel Cohn-Bendit en un acto del Parti Socialiste (partido socialista francés) en favor del sí en el referéndum francés. Negri consideró que la Constitución Europea era positiva para disminuir el peso de los Estados-nación y para aumentar el peso de Europa. Puede encontrarse una defensa de Europa en su libro Europa y el Imperio.

## Obras

### Traducidas al castellano
- La forma Estado. Para la crítica de la economía política de la administración (2004 [1978]).
- Marx más allá de Marx: Nueve lecciones en torno a los Grundisse (2001 [1979]).
- La anomalía salvaje. Ensayo sobre poder y potencia en Baruch Spinoza (1990 [1981]).
- Las verdades nómadas. Por nuevos espacios de libertad (con Félix Guattari) (1999 [1985]).
- El tren de Finlandia (1990).
- Fin de siglo (1992).
- El poder constituyente. Ensayo sobre las alternativas de la modernidad (1994).
- El exilio (1998).
- Imperio (con Michael Hardt) (2000).
- Arte y multitudo. Ocho cartas (2000).
- Spinoza subversivo (2002).
- Trabajo Inmaterial (2002).
- Del retorno. Abecedario biopolítico (2003).
- La fábrica de la estrategia. 33 lecciones sobre Lenin (2004)
- Los libros de la autonomía (2004 [1970-1978]).
- Europa y el Imperio (2005).
- Multitud (con Michael Hardt) (2005).
- GlobAL. Biopoder y luchas en una América latina globalizada (con Giuseppe Cocco) (2005).
- Spinoza y nosotros (2011).
- Commonwealth: El proyecto de una revolución del común (con Michael Hardt) (2009).
- Declaración (con Michael Hardt) (2012).
- Biocapitalismo, procesos de gobierno y movimientos sociales (con Michael Hardt y Sandro Mezzadra) (2013).
- El devenir Príncipe de la multitud (2014).
- Biocapitalismo. Entre Spinoza y la constitución política del presente (2014).
- La anomalía salvaje. Ensayo sobre poder y potencia en Baruch Spinoza (2015). ISBN 978-987-2754-08-2
- Apropiación del Capital fijo: ¿Una metáfora? (2017) en Neo-Operaísmo. ISBN 978-987-1622-91-7
- Historia de un comunista (2019).
- Marx y Foucault. Ensayos 1 (2019). ISBN 978-987-3831-35-5
- De la fábrica a la metrópolis. Ensayos 2 (2020). ISBN 978-987-3831-48-5
- Spinoza ayer y hoy. Ensayos 3 (2021). ISBN 978-987-3831-45-6

## Filmografía
- N de Negri (Carles Guerra, 2000).[14]
- Toni Negri: L'eterna rivolta (Alexandra Weltz y Andreas Pichler, 2004).[15]
- Toni Negri, des années de plomb à l'empire (Pierre-André Boutang y Annie Chevallay, 2004).[16]
- The Cell. Antonio Negri and the Prison (Angela Melitopoulos, 2008).[17]
- Marx Reloaded (Jason Barker y Alexandra Weltz, 2011).[18]
- Notre monde (Thomas Lacoste, 2013).[19]